# Lyle (Minnesota)
Lyle es una ciudad ubicada en el condado de Mower en el estado estadounidense de Minnesota. En el Censo de 2010 tenía una población de 551 habitantes y una densidad poblacional de 278,82 personas por km².

## Geografía
Lyle se encuentra ubicada en las coordenadas 43°30′21″N 92°56′29″O / 43.50583, -92.94139. Según la Oficina del Censo de los Estados Unidos, Lyle tiene una superficie total de 1.98 km², de la cual 1.98 km² corresponden a tierra firme y (0%) 0 km² es agua.

## Demografía
Según el censo de 2010, había 551 personas residiendo en Lyle. La densidad de población era de 278,82 hab./km². De los 551 habitantes, Lyle estaba compuesto por el 98.19% blancos, el 0% eran afroamericanos, el 0.18% eran amerindios, el 0% eran asiáticos, el 0% eran isleños del Pacífico, el 0.18% eran de otras razas y el 1.45% pertenecían a dos o más razas. Del total de la población el 0.73% eran hispanos o latinos de cualquier raza.